# КР Рейкявик
КР „Рейкявик“ (КР) е най-успешният футболен клуб от Исландия и се намира в столицата Рейкявик. Официалното му име е Knattspyrnufélag Reykjavíkur, което на български приблизително означава Футболен клуб Рейкявик.
Клубът е най-титулуваният исландски футболен клуб. Женският отбор също се представя успешно.

## История
Клубът е създаден на 16 февруари 1899 г. и е най-старият футболен клуб в Исландия. Първата от 25 национални титли печели през 1912 г., а последната – през 2011 г. Също така отборът е 11-кратен носител на Купата на Исландия.

## Успехи
- Урвалсдейлд (Висша лига) :
  -  Шампион (27) (рекорд): 1912, 1919, 1926, 1927, 1928, 1929, 1931, 1932, 1934, 1941, 1948, 1949, 1950, 1952, 1955, 1959, 1961, 1963, 1965, 1968, 1999, 2000, 2002, 2003, 2011, 2013, 2019
  -  Вицешампион (27) (рекорд): 1915, 1916, 1917, 1920, 1923, 1930, 1933, 1935, 1936, 1937, 1939, 1943, 1944, 1945, 1946, 1954, 1956, 1958, 1960, 1983, 1990, 1992, 1995, 1996, 1998, 2006, 2009
  -  Бронзов медал (15): 1921, 1922, 1924, 1925, 1940, 1942, 1947, 1951, 1964, 1969, 1982, 1991, 2014, 2015, 2016

- Купа на Исландия :
  -  Носител (14) (рекорд): 1960, 1961, 1962, 1963, 1964, 1966, 1967, 1994, 1995, 1999, 2008, 2011, 2012, 2014
  -  Финалист (5): 1989, 1990, 2006, 2010, 2015

- Купа на Исландската лига :
  -  Носител (7): 1998, 2001, 2005, 2010, 2012, 2016, 2017
  -  Финалист (1): 2004

- Суперкупа на Исландия :
  -  Носител (5): 1969, 1996, 2003, 2012, 2014
  -  Финалист (5): 1995, 2004, 2009, 2013, 2015

Международни:
- Атлантическа купа :
  -  Носител (1): 2003